# Morpho hecuba
Morpho hecuba é uma borboleta neotropical da família Nymphalidae, subfamília Satyrinae e tribo Morphini, descrita em 1771 por Carolus Linnaeus e distribuída pelas Guianas, Venezuela (até a serra de Imataca), Colômbia, Equador, Peru e Brasil (região amazônica). É considerada a maior do seu gênero, com uma envergadura superior a 20 centímetros. Visto por cima, o padrão básico da espécie (macho) apresenta asas anteriores predominantemente de coloração laranja forte passando para o abóbora e terminando em uma faixa pálida na parte interna das asas posteriores, que são de um castanho escuro, quase negro, em sua maioria. Vista por baixo, possui asas de coloração castanha com desenhos característicos e geralmente sete ocelos com anéis alaranjados e marcação branca, em forma de meia-lua, em seu interior, em cada par (anterior e posterior) de asas. O dimorfismo sexual é pouco acentuado, com as fêmeas menos frequentes. Esta espécie de borboleta varia de acordo com a área geográfica, existindo subespécies (como Morpho hecuba werneri) com uma cor escura com algo de azul celeste. Em alguns casos, é possível confundi-la com M. telemachus ou M. amphitryon, diferindo estas de M. hecuba porque possuem o padrão ventral das asas traseiras muito mais simplificado.

## Hábitos
Adrian Hoskins cita que a maioria das espécies de Morpho passa as manhãs patrulhando trilhas ao longo dos cursos de córregos e rios. Nas tardes quentes e ensolaradas, às vezes, podem ser encontradas absorvendo a umidade da areia, visitando seiva a correr de troncos ou alimentando-se de frutos em fermentação.

## Subespécies
M. hecuba possui quatro subespécies:
- Morpho hecuba hecuba - Descrita por Linnaeus em 1771, de exemplar proveniente da Guiana Francesa (Caiena).
- Morpho hecuba obidonus - Descrita por Fruhstorfer em 1905, de exemplar proveniente do Brasil (Pará).
- Morpho hecuba polyidos - Descrita por Fruhstorfer em 1912, de exemplar proveniente da Venezuela.[9][12]
- Morpho hecuba werneri - Descrita por Hopp em 1921, de exemplar proveniente da Colômbia.[14]